# Adam Dzieszyński
Adam Dzieszyński (ur. 28 stycznia 1929 we Lwowie, zm. 21 czerwca 2011 w Krakowie) – polski aktor teatralny i filmowy.

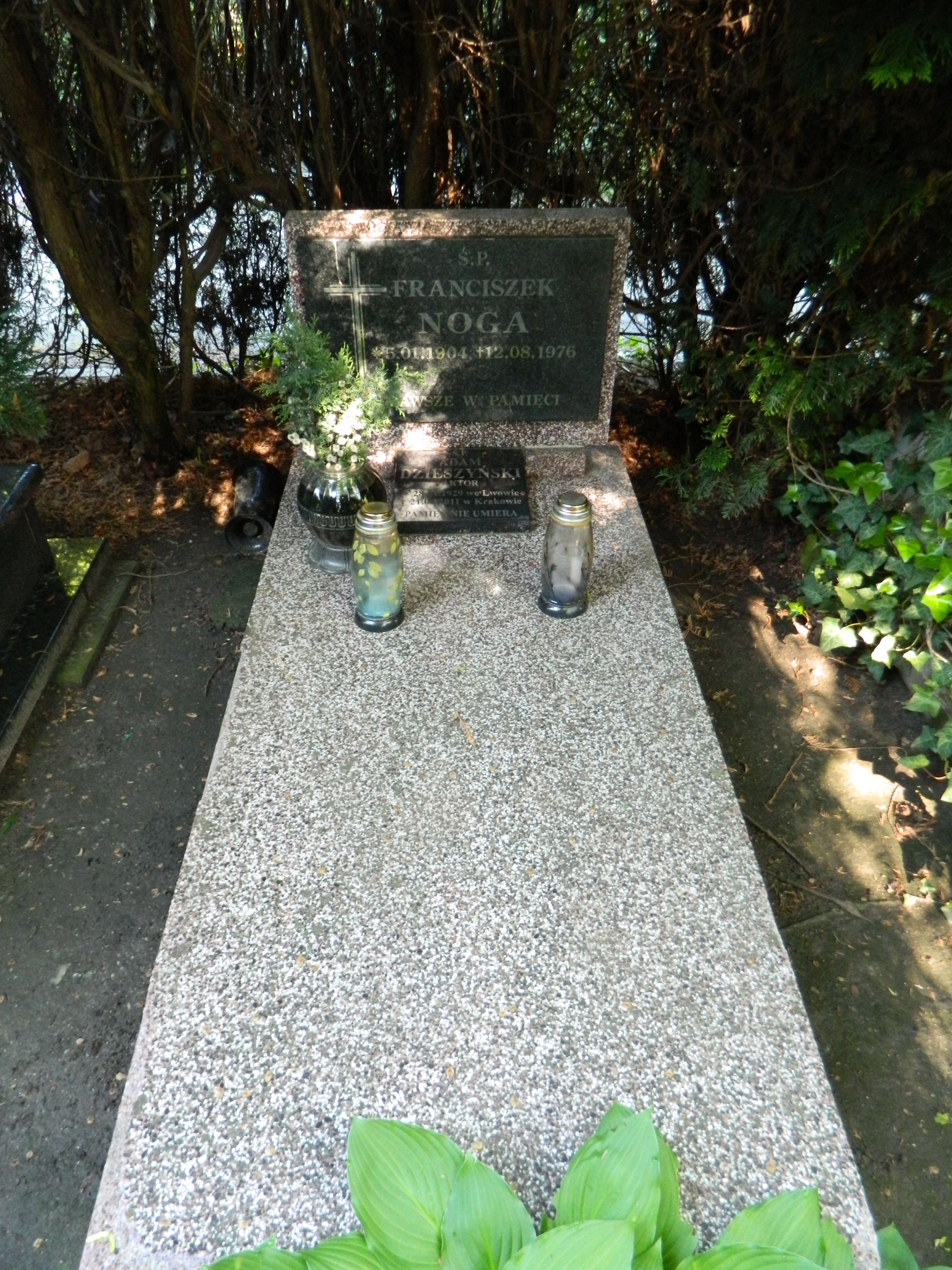
Grób Adama Dzieszyńskiego na Cmentarzu Grabiszyńskim we Wrocławiu (pole 41, grób 744, rząd 21 – 1 od pola 42)

Absolwent Państwowej Wyższej Szkoły Filmowej, Telewizyjnej i Teatralnej w Łodzi z 1954, następnie do 1955 aktor Teatru polskiego w Bielsku-Białej, Teatru Ziemi Opolskiej w Opolu w latach 1955-1956), teatrów wrocławskich – Teatru Polskiego (1959-1963), Teatru Rozmaitości (1963-1967), Teatru Współczesnego (1967-1969) i Teatru Polskiego oraz w latach 1976-1986 Teatru Ludowego w Nowej Hucie.